# Етельстан (король Кенту)
Етельстан (*Æthelstan, д/н —851/852) — король Кенту у 839—851/852 роках.

## Життєпис
Походив з Вессекської династії. Син Етельвульфа, короля Вессексу та Кенту, та Осбурги Вайтської. Про дату народження нічого невідомо. У 839 році став співкоролем свого батька.
839 року Етельвульф став королем Вессексу, а Етельстану надано в керування королівства Ессекс, Сассекс та Суррей. Про керування цими областями замало відомостей.
У 851 році він разом з елдорменом Ельхером переміг флот вікінгів при Сендвічі. Ця битва вважається першим морським боєм в англійській історії. Незабаром після цього Етельстан помер, а Кент успадкував його брат Етельберт.